# ATC (V10)
Jest to część klasyfikacji anatomiczno-terapeutyczno-chemicznej:
- V – Różne
  - V 01 – Alergeny
  - V 03 – Pozostałe środki lecznicze
  - V 04 – Środki diagnostyczne
  - V 06 – Preparaty żywieniowe
  - V 07 – Wszystkie inne preparaty nieterapeutyczne
  - V 08 – Środki cieniujące
  - V 09 – Radiofarmaceutyki diagnostyczne
  - V 10 – Radiofarmaceutyki lecznicze
  - V 20 – Opatrunki chirurgiczne

Obejmuje ona radiofarmaceutyki lecznicze:

## V 10 A – Leki przeciwzapalne
- V 10 AA – Preparaty itru (90Y)
  - V 10 AA 01 – koloidalny cytrynian itru (90Y)
  - V 10 AA 02 – koloidalny wodorotlenek żelaza znakowany radioizotopem 90Y
  - V 10 AA 03 – koloidalny krzemian itru (90Y)
- V 10 AX – Inne radiofarmaceutyki przeciwzapalne
  - V 10 AX 01 – koloidalny fosforan chromu (32P)
  - V 10 AX 02 – koloidalny hydroksyapatyt znakowany radioizotopem 152Sm
  - V 10 AX 03 – koloidalny dysproz (165Dy)
  - V 10 AX 04 – koloidalny cytrynian erbu (169Er)
  - V 10 AX 05 – koloidalny siarczek renu (186Re)
  - V 10 AX 06 – koloidalne złoto (198Au)

## V 10 B – Radiofarmaceutyki stosowane w paliatywnym leczeniu bólu
- V 10 BX – Różne radiofarmaceutyki stosowane w paliatywnym leczeniu bólu
  - V 10 BX 01 – chlorek strontu (89Sr)
  - V 10 BX 02 – Leksydronam samaru (153Sm)
  - V 10 BX 03 – Etydronian renu (186Re)

## V 10 X – Inne radiofarmaceutyki lecznicze
- V 10 XA – Preparaty jodu (131I)
  - V 10 XA 01 – jodek sodu (131I)
  - V 10 XA 02 – jobenguan (131I)
  - V 10 XA 03 – jodyna (131I) omburtamab
  - V 10 XA 53 – tositumomab znakowany radioizotopem 131I
- V 10 XX – Różne radiofarmaceutyki lecznicze
  - V 10 XX 01 – fosforan sodu (32P)
  - V 10 XX 02 – ibrytumomab tiuksetanu znakowany radioizotopem 90Y
  - V 10 XX 03 – dichlorek radu (223Ra)
  - V 10 XX 04 – oktreotyd znakowany radioizotopem 177Lu
  - V 10 XX 05 – lutetu (177Lu) wipiwotyd–tetraksetan